# 야마모토 다카시
야마모토 다카시(山本孝史, 1949년 7월 7일 ~ 2007년 12월 22일)는 일본의 참의원 (일본) 의원이자 일본 민주당 (일본, 1998년)의 정치인이다.
오사카시와 가까운 효고현 아시야시 출신으로 시미즈다니 고교, 리쓰메이칸 대학을 졸업하고 미국 미시간 주립 대학교에서 가족사회학 석사학위를 취득했다. 학창시절부터 계속해서 봉사활동을 했다. 졸업 후 일본의 비영리 단체인 '아시나가(ASHINAGA)'에서 '키다리 아저씨'(교통사고 고아 장학회) 등을 섬겼다.
야마모토는 1993년 호소카와 모리히로의 일본신당 의원으로 처음으로 중의원에 당선되었으나 2000년에 의원직을 잃었다. 2001년에 처음으로 참의원에 당선됐다. 그는 사회복지 전문가였으며, 연금제도 개편, 개호보험의 기초인 의료제도 개편 등 사회보장제도를 둘러싸고 많은 문제를 안고 씨름했다. 그의 다이어트 질문 횟수는 역대급이었다. 일본에서는 국회의원이 발의한 법률("의회법")이 거의 없다. 그러나 그는 "의회법"을 많이 수행했다.
2006년 5월 22일, 야마모토는 참의원 본회의 연설에서 자신이 암에 감염되었다고 발표했다. 그는 '항암촉진기본법'(がん対策基本法)의 조기 타결을 위해 노력했다.
2007년 12월 22일 야마모토는 흉선암종으로 사망했다. 그의 참의원 의석은 12월 28일 오이시 히사코에게 넘겨졌다.